# فهرست تماشاخانه‌های ایروان
در زیر فهرست تماشاخانه‌های ایروان (انگلیسی: List of theaters in Yerevan) آورده شده است. ایروان پایتخت فرهنگی جمهوری ارمنستان و منزلگاه چندین سالن نمایش حرفه‌ای است. تا سال ۲۰۱۶ میلادی، ایروان منزلگاه ۲۱ سالن نمایش مختلف است:

## سالن‌های نمایش استانی/کشوری

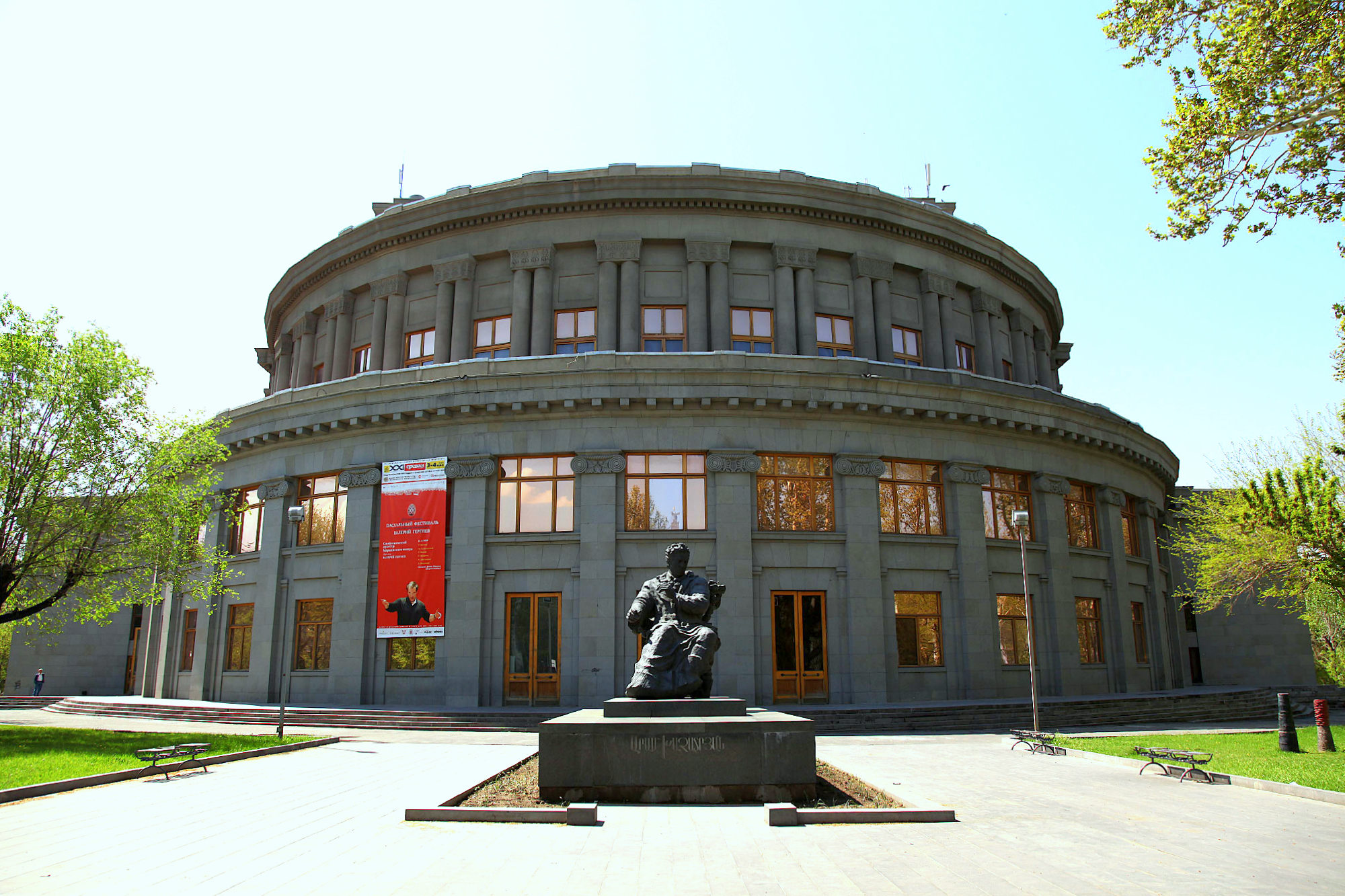
مرکز ملی اپرا و باله ارمنستان

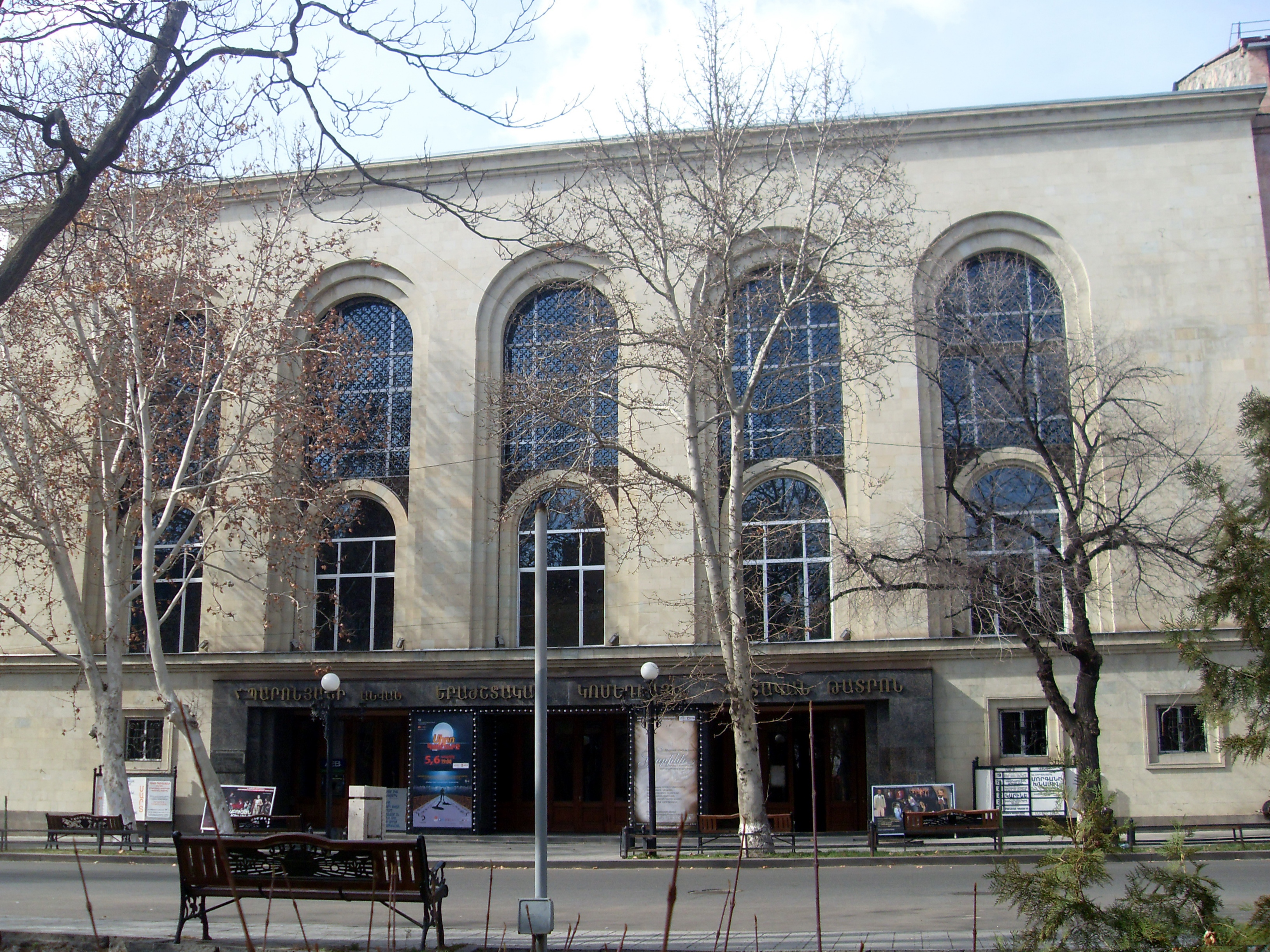
سالن نمایش کمدی موزیکال ه. پارونیان

- فرهنگستان دولتی تئاتر سوندوکیان (۱۹۲۲)
- سالن نمایش تماشاگران جوان ایروان (۱۹۲۹)
- تالار اپرای ایروان (۱۹۳۳)
- تئاتر عروسکی هوهانس تومانیان ایروان (۱۹۳۵)
- تئاتر روسی استانیسلاوسکی ایروان (۱۹۳۷)
- تئاتر کمدی موزیکال پارونیان (۱۹۴۱)
- سالن استانی نمایش پانتومیم ایروان (۱۹۷۴)
- تئاتر تجربی جوانان ایروان (۱۹۷۸)
- سالن نمایش بازیگران فیلم هنریک مالیان (hy:Հենրիկ Մալյանի անվան թատրոն) (۱۹۸۰)
- سالن نمایش‌های مجلسی دولتی ایروان (۱۹۸۲)
- سالن کوچک نمایش مرکز ملی زیبایی‌شناسی (۱۹۸۶)
- سالن نمایش‌های موزیکال مجلسی دولتی ایروان (۱۹۸۷)
- سالن نمایش استانی ماریونتس ایروان (۱۹۸۷)
- مرکز نمایش دولتی هامازگائین سوس سارگسیان (hy:Համազգային թատրոն) (۱۹۹۱)
- سالن تئاتر مترو در مرکز ملی زیبایی‌شناسی (۱۹۹۲)
- سالن دولتی آواز ارمنستان (۱۹۹۴)

## سالن نمایش شهری

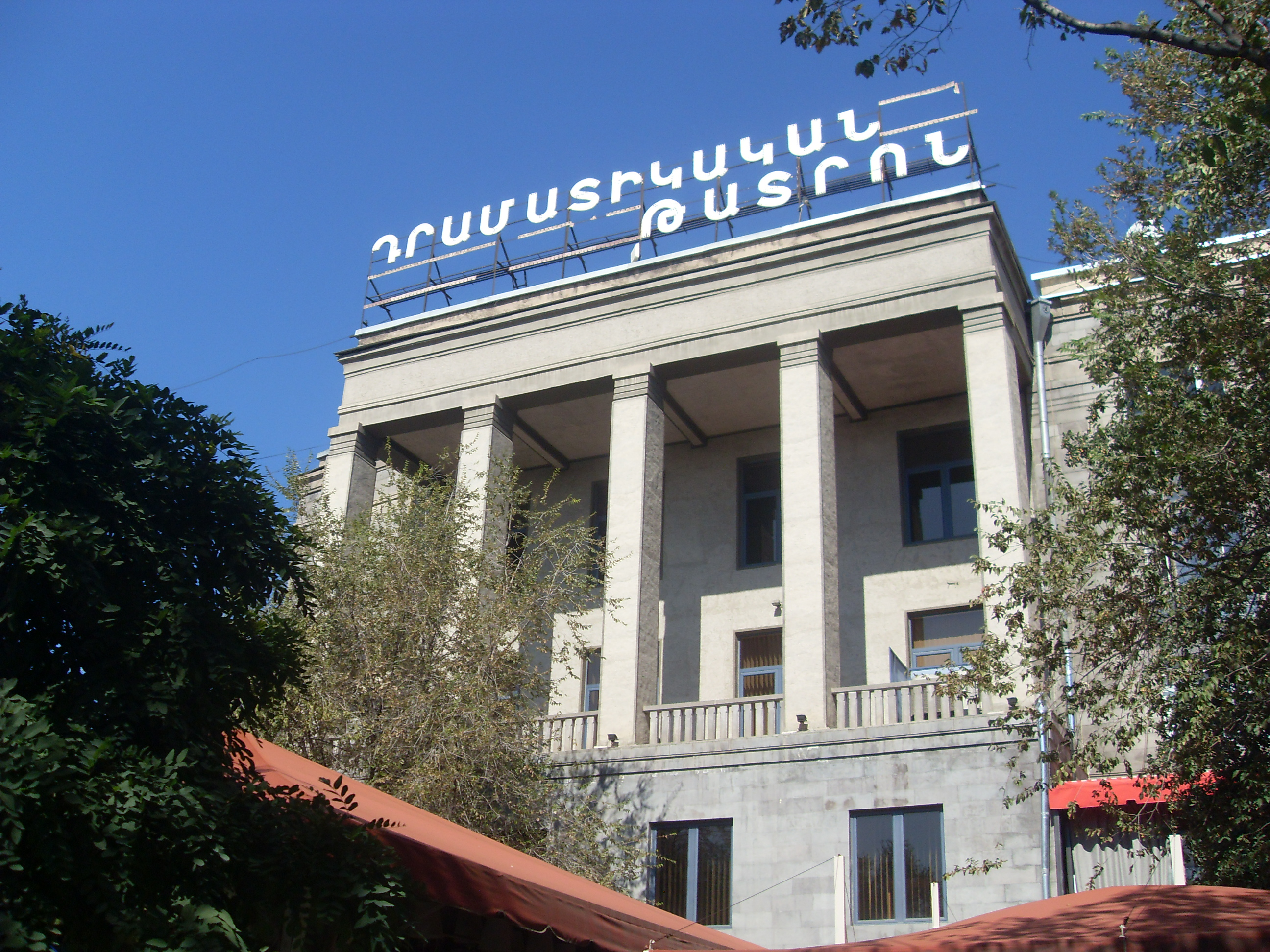
تئاتر نمایشی هراچیا غاپلانیان

- تئاتر نمایشی هراچیا غاپلانیان (۱۹۶۷)
- سالن تئاتر هنری مهر مکرتچیان (hy:Երևանի Մհեր Մկրտչյան արտիստական թատրոն) (۱۹۸۶)

## سالن‌های نمایش خصوصی
- استودیو و سالن نمایش عروسکی آگولیس (۱۹۸۸)
- سالن نمایش GOY مرکز ملی تجربی هنرهای نمایشی (۱۹۸۸)
- تئاتر درام و کمدی ادگار الباکیان (hy:Էդգար Էլբակյանի անվան դրամայի և կոմեդիայի թատրոն) (۱۹۹۳)

## سالن‌های نمایش فیلم
- سینما نائیری (۱۹۲۰)
- سینما مسکو (۱۹۳۶)

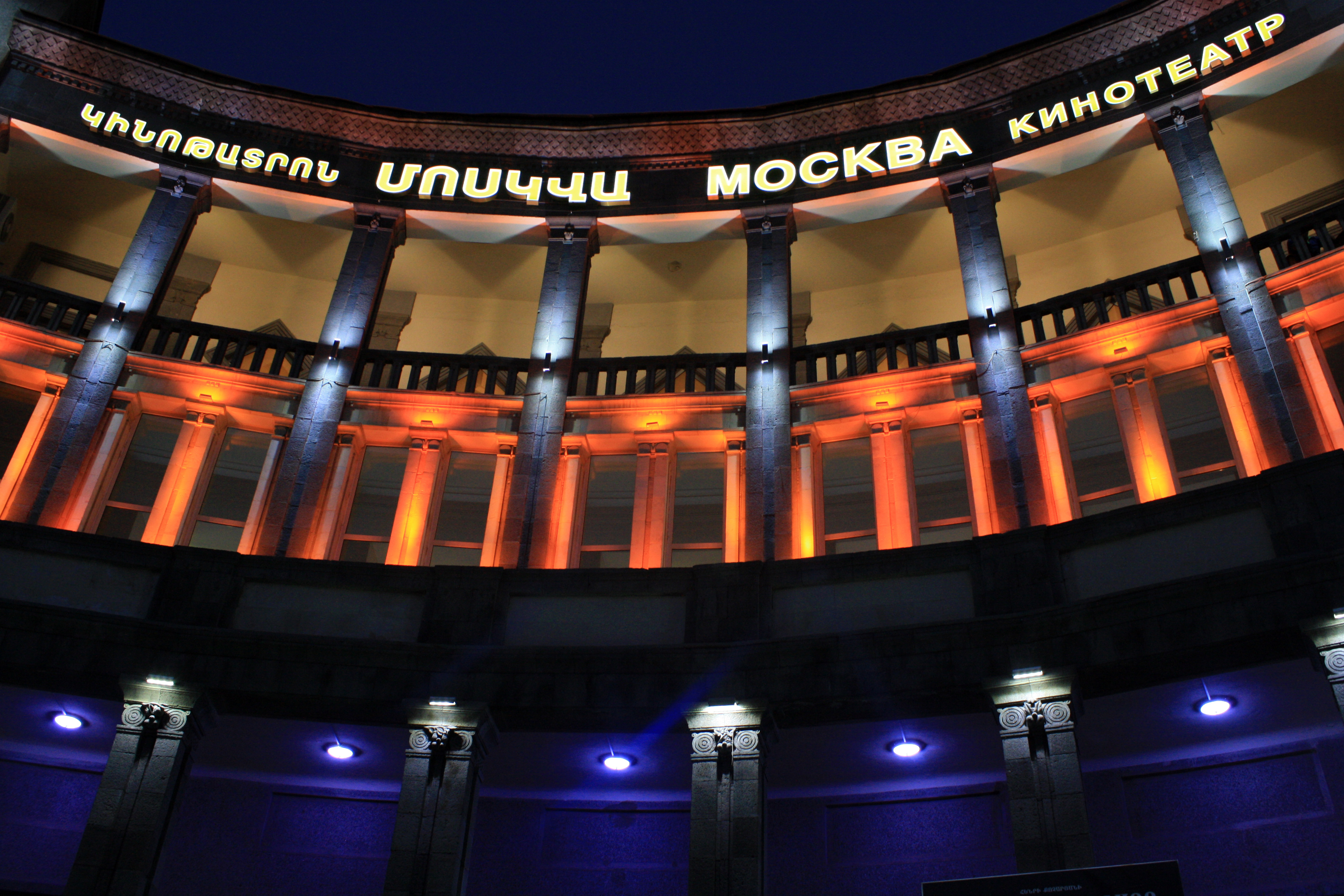
سینما مسکو

- سینما استار (مرکز خرید دالما گاردن) (۲۰۱۳)
- سینما هایاستان (بازگشایی ۲۰۱۵)
- کینوپارک (مرکز خرید ایروان) (۲۰۱۵)